# Église Sainte-Croix de Sainte-Croix-du-Mont
Pour les articles homonymes, voir Église Sainte-Croix.
L'église Sainte-Croix est une église catholique située dans la commune française de Sainte-Croix-du-Mont.

## Localisation
L'église est située en regard du château-mairie dans le centre du bourg de la commune de l'Entre-deux-Mers de Sainte-Croix-du-Mont, dans le département français de la Gironde, en région Nouvelle-Aquitaine.

## Historique
Érigée au XIIe siècle, l'église Sainte-Croix de Sainte-Croix-du-Mont est à l'origine une église paroissiale attachée à l'abbatiale bordelaise du même vocable et à laquelle appartient le « droit de présentation » que l'abbé Arnaud de Vayrines fait renouveler par l'archevêque Guillaume le Templier en 1183. Elle est mentionnée dans la bulle du 11 avril 1193 de Célestin III. C'est une église à nef charpentée sans bas-côté ni transept. Une travée voûtée depuis laquelle s'élève le clocher  précède la nef qui s'achève par un chevet polygonal. Elle n'est pas orientée mais bâtie en suivant la direction nord-nord-est - sud-sud-ouest. 
Des ajouts successifs en avaient défiguré les dispositions initiales : sur le côté ouest-sud-ouest, une chapelle dédiée à Notre-Dame-de-Pitié, érigée par la famille de Taste ; au nord-nord-est, une chapelle dédiée à Saint-Roch suivie d'une travée en direction sud-sud-ouest puis d'une travée en direction nord-nord-est. La façade avait été pratiquement détruite par la construction en 1740 d'un nouveau clocher. C'était une façade à clocher-pignon encadrée de deux ordres de colonnes. Dans le bas, une porte ébrasée était percée dans l'axe ; au-dessus, une baie en plein cintre reposait sur la corniche ; deux fausses fenêtres l'entouraient décalées vers le haut ; une corniche à modillons supportait le pignon creusé de deux baies abritant les cloches.
En 1841, l'église est classée par la commission des Monuments historiques de la Gironde. La Société française d'archéologie en suggère la restauration en 1842. Une notice, citée dans le rapport adressé au Préfet par la commission girondine, est rédigée par Monsieur Itié, instituteur à Sainte-Croix-du-Mont. Léo Drouyn réalise entre 1846 et 1850 dessins et croquis illustrant une description détaillée. En 1846, l'architecte bordelais Grellet aîné recommande la suppression du clocher élevé en 1740 et endommagé par la foudre en 1831. En 1847, Paul Abadie élabore un projet de restauration en accord avec la commission des Monuments historiques de la Gironde. Faute de financements, les projets ne sont pas réalisés et l'église se dégradant, sa démolition et sa reconstruction sont envisagées en 1867 et ordonnées sans consultation de la commission par le cardinal Donnet en 1877. Les travaux qui se poursuivent jusqu'en 1880 sont réalisés par l'architecte bordelais Jean Hosteing, également maître d'œuvre de Saint-Saturnin de Capian, Saint-Trélody de Lesparre-Médoc, Saint-Martin de Montagne, Saint-Jean-Baptiste de Monprimblanc et Notre-Dame de Valeyrac. 
Implantée au XIIe siècle au milieu des premières vignes, l'église rurale est victime de la prospérité de la commune viticole et déconstruite pour laisser place à une église de style néogothique. De l'édifice de style roman, ne reste plus que le portail dont les voussures sont ornées des tireurs de corde que l'on trouve également au portail de trois autres églises de l'Entre-deux-Mers : Notre-Dame-de-Tout-Espoir de Saint-Genès-de-Lombaud, Notre-Dame de Castelviel et Saint-Martin de Haux. Léo Drouyn décrit ainsi la voussure de Sainte-Croix-du-Mont : « La troisième [se compose] d'une suite de personnages qui tirent une corde ; pour avoir plus de force chacun d'eux appuie le pied sur les reins du personnage qui le précède ». 
Les trente hommes sont répartis en deux groupes de quinze, séparés au centre par un personnage assis tenant une palmette dans chacune de ses mains. Dans la symbolique de l'art roman, la corde représente, non pas le cordage servant au halage des bateaux, activité courante au Moyen Âge au long des rives de fleuves comme la Garonne ou la Dordogne, mais la communauté des fidèles assemblés pour contenir les passions de chacun dans un effort commun. Les volutes entre chaque personnage expriment leur spiritualité individuelle naissante. Les palmettes du personnage central symbolisent la promesse de vie éternelle.

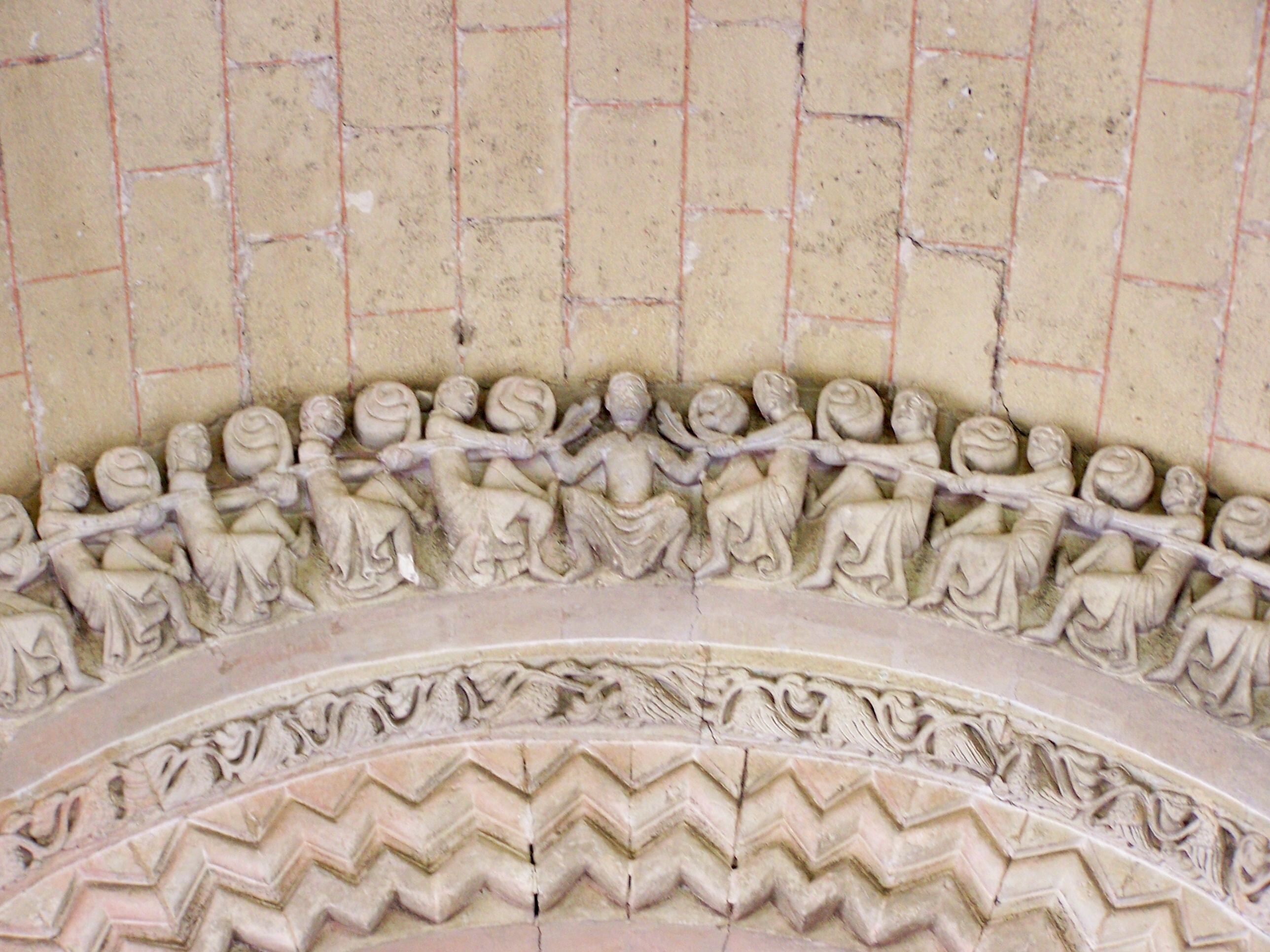
Détail des voussures du portail

Le portail est sans tympan. Dans chaque ébrasement, les voussures retombent sur trois colonnes ; deux sont simples et la troisième est géminée. Cette structure, d'un type bien connu dans la région, implique généralement l'existence de fausses portes latérales, comme à Saint-Martin de Cérons, Saint-Martin de Haux, Saint-Martin d'Izon, Saint-Saturnin de Moulis-en-Médoc, Saint-Martin-de-Sescas. Leur absence à Sainte-Croix-du-Mont est étonnante. 
Des chapiteaux romans de l'église, déposés aux abords de l'abside de la nouvelle église, ont été récupérés par un collectionneur, Jean Mouliérat, et exposés au château de Castelnau-Bretenoux où Léon Pressouyre les a identifiés en 1970 à partir des photographies prises à Sainte-Croix-du-Mont par Jean-Auguste Brutails en 1896. La collection Mouliérat recèle au moins vingt fragments sculptés de Sainte-Croix-du-Mont dont dix-sept peuvent être précisément localisés dans l'édifice disparu. L'inventaire en a été dressé lors de la donation du château par Jean Mouliérat à l'État peu avant sa mort en avril 1932. Ils constituent la quasi-totalité du décor sculpté de l'église du XIIe siècle.
Les chapiteaux conservés, décorés d'oiseaux becquetant des lions reprennent un motif présent à Bordeaux mais également dans nombre d'églises de la Gironde et de la Saintonge. L'origine du motif n'est pas connue. Les oiseaux becquetant des pommes de pin se trouvent également à Saint-Pierre de Loupiac et à Saint-Seurin de Rions, églises de communes voisines de l'Entre-deux-Mers. Le sacrifice d'Abraham s'apparente à celui du porche de la basilique Saint-Seurin de Bordeaux. Les autres décors n'ont pas d'équivalent dans la région et révèlent « un artiste original, d'une surprenante liberté ».

Chapiteaux photographiés par Brutails
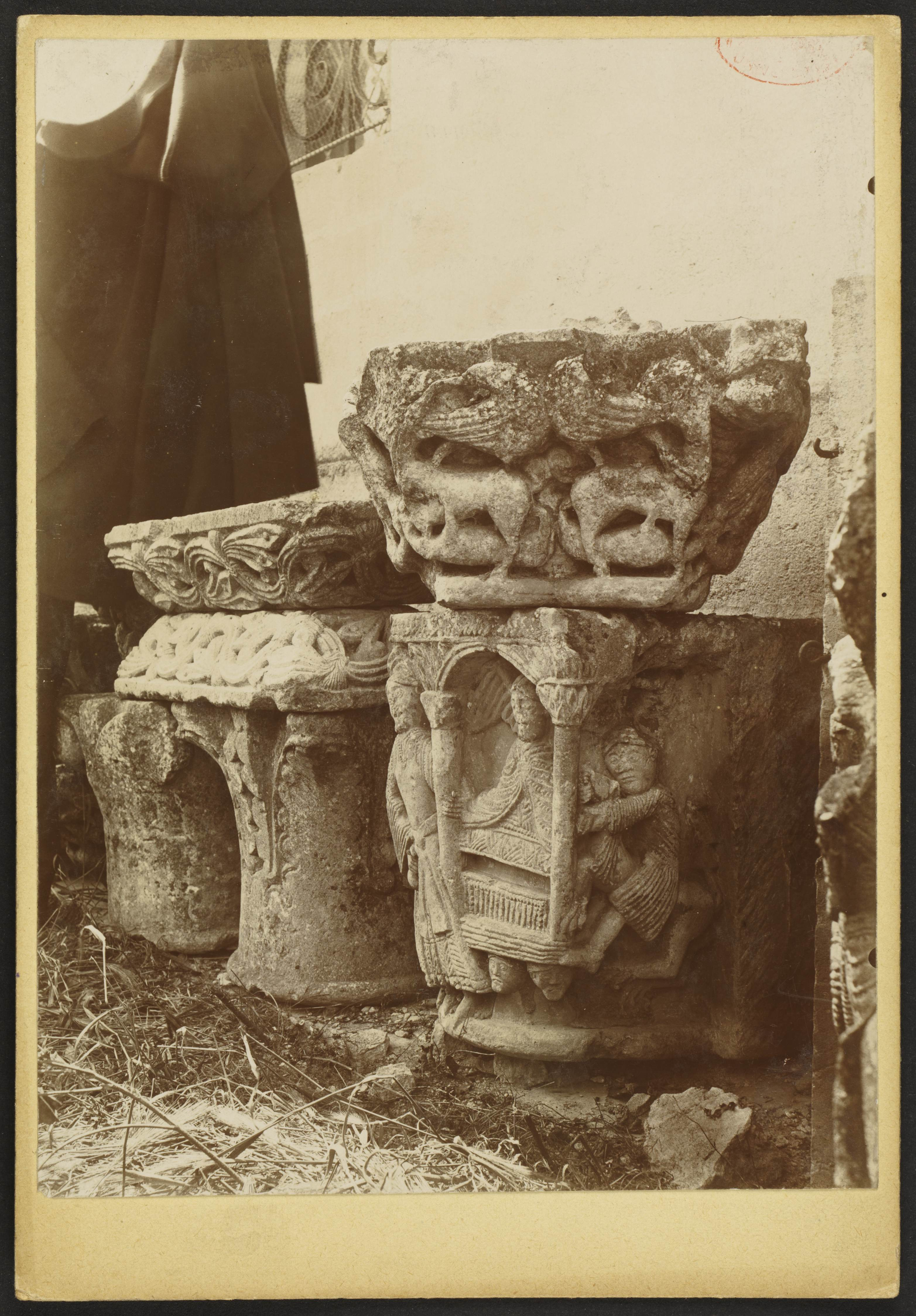
Vue n° 142
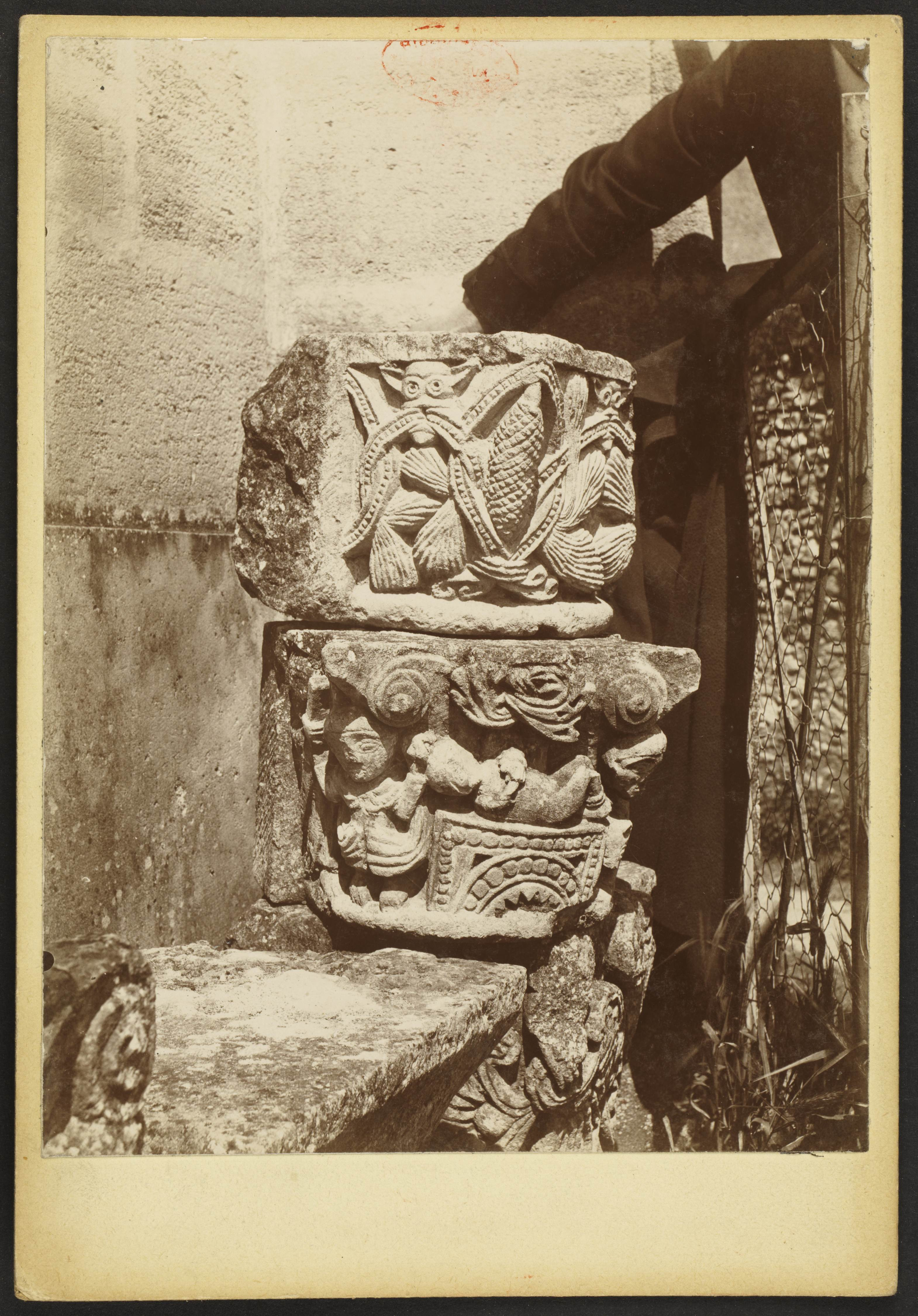
Vue n° 176

## Protection du patrimoine
Le portail est inscrit au titre des monuments historiques par arrêté du 21 décembre 1925 ; l'église est versée à l'inventaire général du patrimoine culturel le 23 juin 1997 ; le portail et les chapiteaux sont répertoriés dans la base Palissy des objets mobiliers.

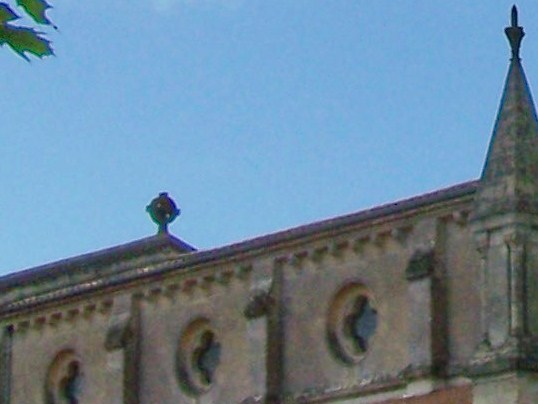
Croix celtique sur le toit de l'église
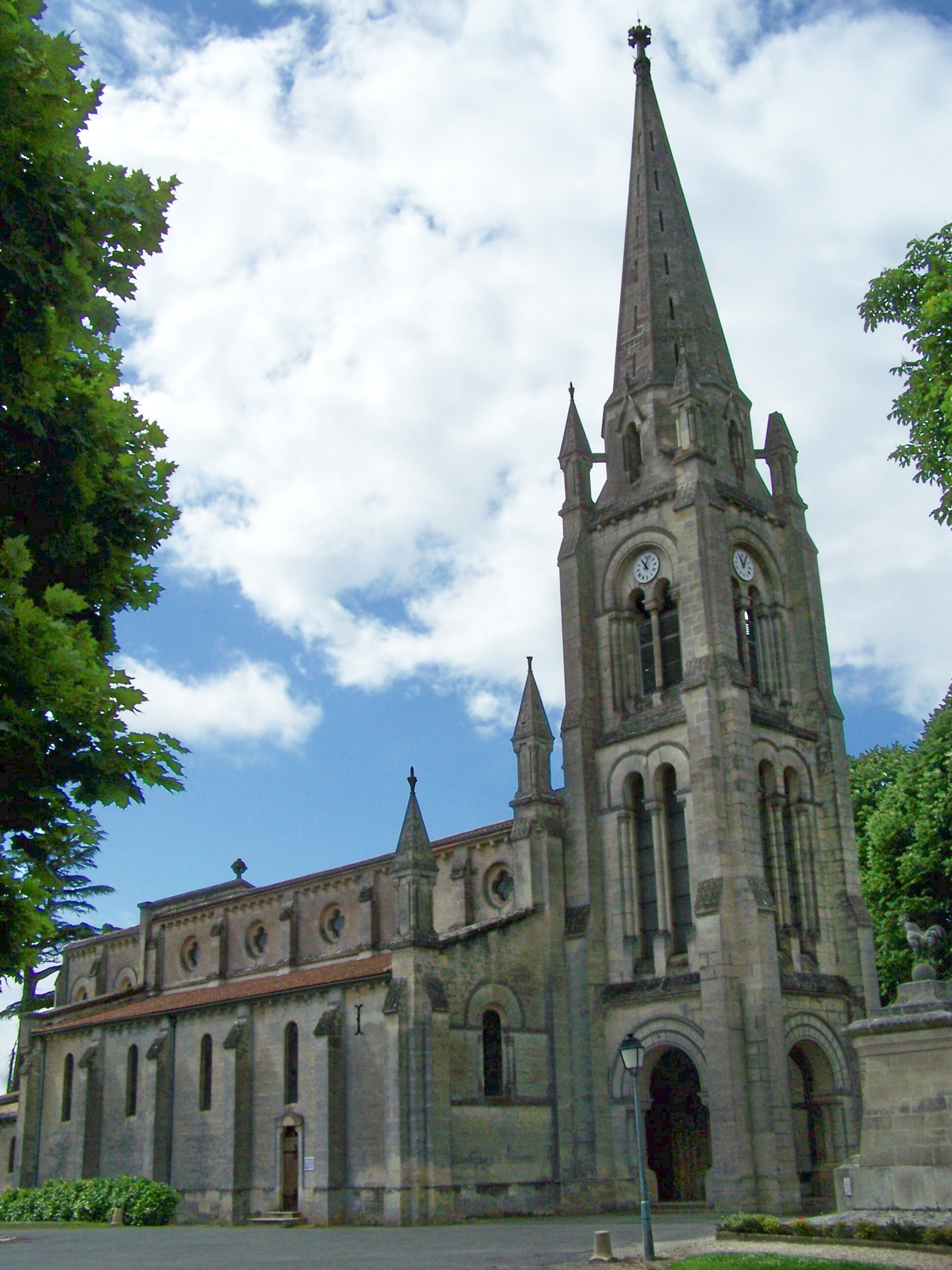
Vue nord-ouest de l'église (mai 2009)
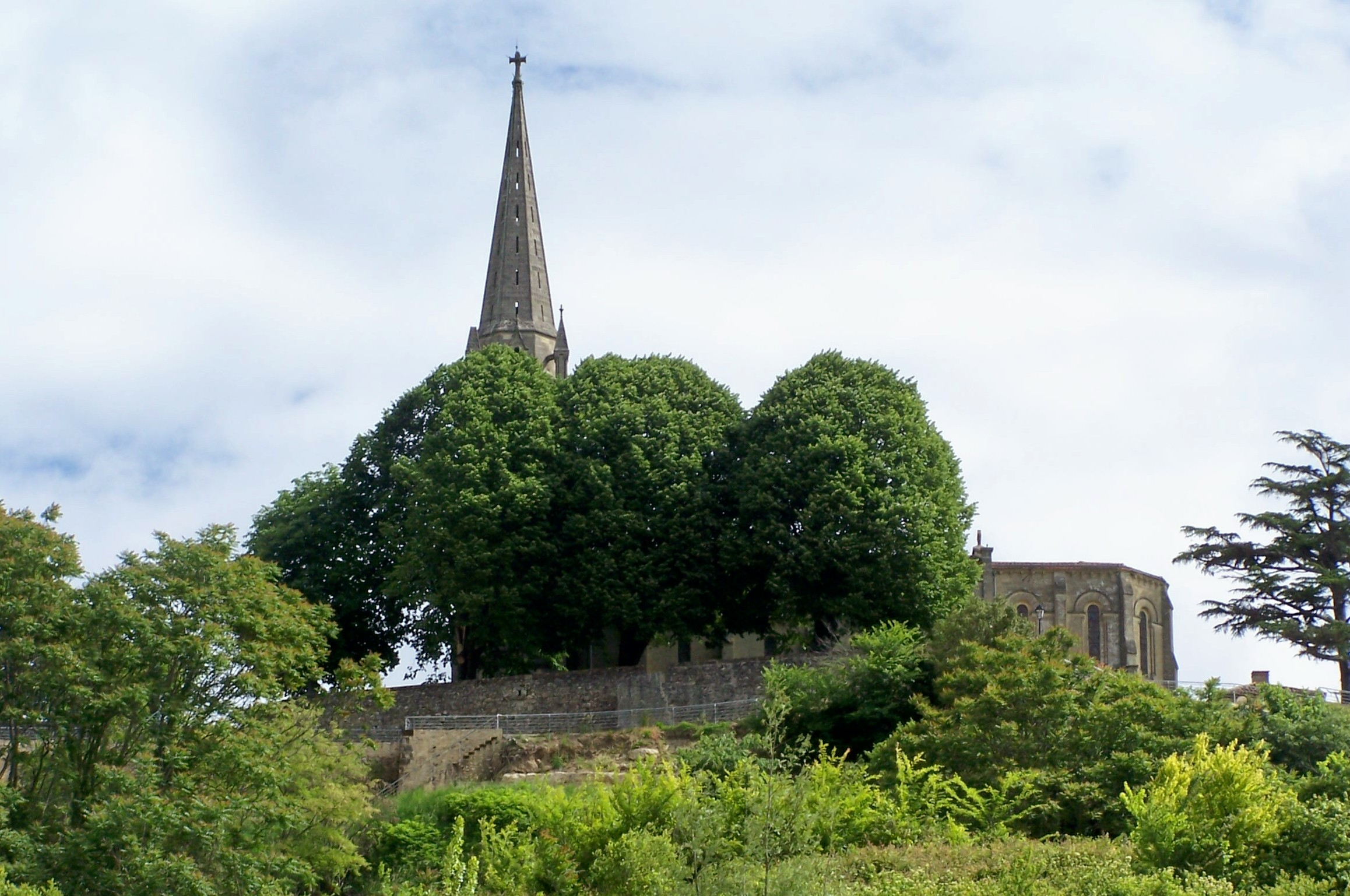
L'église vue de la D 10 en bord de Garonne (mai 2009)